# Bitwa morska koło wyspy Terceira
Bitwa morska pod Terceirą (zwana też bitwą pod Ponta Delgada) – starcie zbrojne, które miało miejsce dnia 26 lipca 1582 r. w trakcie wojny o sukcesję w Portugalii (1580–1583).
Po śmierci króla Portugalii Henryka, kraj dostał się pod panowanie króla Hiszpanii Filipa II, który wyszedł zwycięsko ze sporu z przeorem Antonio z Crato. Antonia popierali mieszkańcy wyspy Terceira położonej w archipelagu Azorów, na której stanął kontyngent wojsk portugalskich oraz Francuzi. 
Francja wysłała wkrótce w ten rejon swoją flotę składającą się z ponad 60 okrętów i 7 000 ludzi pod dowództwem Filippo di Piero Strozziego. Naprzeciwko nich, Hiszpanie wysłali flotę liczącą 96 okrętów i 7 000 ludzi, która miała za zadanie uniemożliwić przeciwnikowi desant na wyspę San Miguel. Po dopłynięciu do wyspy okazało się, że Francuzi rozpoczęli desant zagrażający stolicy wyspy Ponta Delgada. Dnia 26 lipca 1582 koło Terceiry stoczono kilkugodzinną bitwę morską, w której francuska flota została rozgromiona a admirał Filippo di Piero Strozzi poniósł śmierć. 
Zaledwie 17 okrętom francuskim udało się uciec przy stratach 2 000 – 3 000 ludzi. W roku 1583 Terceira dostała się ostatecznie w ręce Hiszpanów. 